# Gambler 63
Gambler 63 är ett reservat i Kanada.   Det ligger i provinsen Manitoba, i den sydöstra delen av landet, 2 000 km väster om huvudstaden Ottawa.
Trakten runt Gambler 63 består till största delen av jordbruksmark. Trakten runt Gambler 63 är nära nog obefolkad, med mindre än två invånare per kvadratkilometer.